# Коробейникова, Лариса Викторовна
Лариса Викторовна Коробейникова (род. 26 марта 1987, Курган) — российская спортсменка-рапиристка. Олимпийская чемпионка 2020 года в Токио (командные соревнования). Серебряный призёр летних Олимпийских игр 2012 года в Лондоне в командных соревнованиях, бронзовая медалистка Олимпиады 2020 в Токио в личной рапире, трёхкратная чемпионка мира и двукратная чемпионка Европы в командном первенстве. Заслуженный мастер спорта России.

## Биография
Лариса Викторовна Коробейникова родилась 26 марта 1987 года в городе Кургане Курганской области.
Вскоре после её рождения семья переехала в город Ростов-на-Дону. Училась в школе № 2, но в летние каникулы мама Виктория Николаевна привозила дочь в Зауралье к своим родителям и сестре.
Занимается фехтованием с 1995 года (с 7 лет). Первый тренер Зоя Юрьевна Старкова. С 6 класса тренировалась в училище олимпийского резерва № 10. Выступает за клуб «Динамо», Ростов-на-Дону.
Занимается фехтованием в Государственном бюджетном учреждении «Центр олимпийской подготовки № 1». Тренеры Владимир Сергеевич Иванов, Зоя Юрьевна Старкова.
Окончила Ростовский-на-Дону институт физической культуры и спорта, который является филиалом Кубанского государственного университета физической культуры, спорта и туризма.
С 2009 года выступает за сборную команду России, дебютировала на чемпионате мира 2009 года.
В 2013 году окончила юридический факультет Южного федерального университета.
Место в рейтинге FIE в сезоне 2021/2022 год — 8-е (130 очков)
Место в рейтинге Федерации фехтования России в сезоне 2019/2020 год — 4-е (63 очка)

## Лучшие результаты

### Олимпийские игры
- Золото — Летние Олимпийские игры 2020 (ком.)

- Серебро — Летние Олимпийские игры 2012 (ком.)
- Бронза — Летние Олимпийские игры 2020

### Чемпионат мира
- Золото — Чемпионат мира по фехтованию 2011 года (Катания, Италия) (команды)
- Золото — Чемпионат мира по фехтованию 2016 года (Рио-де-Жанейро, Бразилия) (команды)
- Золото — Чемпионат мира по фехтованию 2019 года (Будапешт, Венгрия) (команды)
- Серебро — Чемпионат мира по фехтованию 2009 года (Анталия, Турция) (команды)
- Серебро — Чемпионат мира по фехтованию 2014 года (Казань, Россия) (команды)
- Серебро — Чемпионат мира по фехтованию 2015 года (Москва, Россия) (команды)
- Бронза — Чемпионат мира по фехтованию 2013 года (Будапешт, Венгрия) (команды)

### Чемпионат Европы
- Золото — Чемпионат Европы по фехтованию 2016 года (Торунь, Польша) (команды)
- Золото — Чемпионат Европы по фехтованию 2019 года (Дюссельдорф, Германия) (команды)
- Серебро — Чемпионат Европы по фехтованию 2011 года (Шеффилд, Великобритания) (команды)
- Серебро — Чемпионат Европы по фехтованию 2014 года (Страсбург, Франция) (команды)
- Серебро — Чемпионат Европы по фехтованию 2015 года (Монтрё, Швейцария)
- Серебро — Чемпионат Европы по фехтованию 2015 года (Монтрё, Швейцария) (команды)
- Бронза — Чемпионат Европы по фехтованию 2012 года (Леньяно, Италия)
- Бронза — Чемпионат Европы по фехтованию 2012 года (Леньяно, Италия) (команды)
- Бронза — Чемпионат Европы по фехтованию 2016 года (Торунь, Польша)

### Чемпионат России
- Золото — Чемпионат России по фехтованию 2009 года.

## Награды и звания
- Заслуженный мастер спорта России, 2011 год
- Медаль ордена «За заслуги перед Отечеством» I степени (13 августа 2012 года) — за большой вклад в развитие физической культуры и спорта, высокие спортивные достижения на Играх XXX Олимпиады 2012 года в городе Лондоне (Великобритания)[6].
- Почётная грамота Президента Российской Федерации, 19 июля 2013 года
- Орден Дружбы (11 августа 2021 года) — за большой вклад в развитие отечественного спорта, высокие спортивные достижения, волю к победе, стойкость и целеустремленность, проявленные на Играх XXXII Олимпиады 2020 года в городе Токио (Япония)[7].